# Ловен сезон: Страшен глупак
„Ловен сезон: Страшен глупак“ (на английски: Open Season: Scared Silly) е американски компютърно-анимационен филм от 2015 г. Това е продължение на анимационния филм „Ловен сезон“, издаден през 2006 година.